# استئصال باطنة الشريان السباتي
استئصال باطنة الشريان السباتي (سي إي آيه)، إجراء جراحي يستخدم لخفض خطورة السكتة الدماغية الناجمة عن تضيق الشريان السباتي (تضيق الشريان السباتي الباطن).
في استئصال باطنة الشريان، يفتح الجراح الشريان ويزيل اللويحة. تتشكل اللويحة وتكبر في الطبقة الداخلية من الشريان، أو ما يسمى بالبطانة الغشائية، وبالتالي يعني اسم الإجراء ببساطة إزالة البطانة الغشائية للشريان.
تعتبر الدعامة السباتية إجراءًا بديلًا يمكنه أن يخفض خطر حدوث السكتة الدماغية لدى بعض المرضى.

## الاستخدامات الطبية
يستخدم استئصال باطنة الشريان السباتي في خفض خطر السكتة الدماغية الناتجة عن تضيق الشريان السباتي مع مرور الزمن. قد يتظاهر تضيق السباتي بأعراض (أي عرضي)، أو قد يكتشفه الطبيب بغياب الأعراض (لا عرضي)، وتعد قدرة استئصال باطنة الشريان على خفض الخطر في التضيق العرضي أكبر منها في التضيق اللاعرضي.
قد يتسبب استئصال باطنة الشريان نفسه في حدوث السكتة الدماغية، لذلك ومن أجل تحقيق الفائدة المتمثلة في منع حدوث السكتة الدماغية مع مرور الزمن، يجب أن يكون مجموع الخطر على مدى 30 يومًا وخطر السكتة الدماغية التالية للجراحة أقل من 3% لدى المرضى اللاعرضيين وأقل أو يساوي 6% لدى المرضى العرضيين.

### النمط العرضي
يصاب المرضى العرضيون بنوبة نقص التروية العابرة (تي آي أيه) أو السكتة الدماغية.
في المرضى العرضيين ذوي التضيق البالغ 70-99%، لكل ستة مرضى معالجين تُمنع سكتة دماغية كبرى واحدة خلال سنتين (أي أن العدد اللازم للعلاج هو ستة أفراد).
على خلاف المرضى اللاعرضيين، يستطيع المرضى العرضيون المصابون بتضيق سباتي معتدل (50-69%) الاستفادة من استئصال باطنة الشريان، وإن كان بدرجة أقل من غيرهم، ويبلغ العدد اللازم للعلاج 22 فردًا في خمس سنوات. بالإضافة إلى ذلك، تؤثر المراضة المشتركة سلبًا على النتيجة، إذ يتميز الأفراد ذوو المشاكل الطبية المتعددة بمعدلات أعلى من وفيات ما بعد الجراحة وبالتالي يستفيدون من الجراحة استفادة أقل. للوصول للاستفادة العظمى، يجب أن يجري الأفراد الإجراء عقب نوبة نقص التروية العابرة أو السكتة الدماغية في أقرب وقت ممكن، ويفضل أن يُجرى خلال أول أسبوعين.

### النمط اللاعرضي
يتواجد لدى المرضى اللاعرضيين تضيق في الشرايين السباتية، ولكنهم لم يصابوا بنوبة نقص تروية عابرة أو سكتة دماغية. يتراوح الخطر السنوي للسكتة الدماغية لدى المرضى ذوي الداء السباتي اللاعرضي بين 1% و2%، على الرغم من أن الخطر أعلى لدى بعض المرضى، ومنهم المصابون بلويحات متقرحة. يدل هذا المعدل المنخفض من السكتة الدماغية على أن خفض الخطر المحتمل بواسطة استئصال باطنة الشريان السباتي أقل لدى المرضى اللاعرضيين مقارنة بأولئك العرضيين. لكن، يؤدي إجراء استئصال باطنة الشريان السباتي مع العلاج باستخدام أدوية الستاتين والعلاج المضاد للصفيحات إلى خفض خطر السكتة الدماغية خفضًا أكبر مما لو استُخدمت الأدوية وحدها خلال الخمس السنوات التالية للجراحة لدى المرضى اللاعرضيين المصابين بتضيق سباتي شديد (80-99%).

## الاختلاطات
تعد السكتة الدماغية الاختلاط الأكثر رعبًا لاستئصال باطنة الشريان السباتي. يعتبر خطر حدوث السكتة الدماغية خلال العملية أعلى لدى المرضى العرضيين (3-5%) مقارنة بأولئك اللاعرضيين (1-3%).
تشمل عوامل الخطر خلال العملية أيضًا النزف والإنتان وأذية الأعصاب القحفية. عقب الجراحة، تعد متلازمة فرط الإرواء الدماغي أحد الاختلاطات المبكرة النادرة، وتُعرف أيضًا باسم متلازمة إعادة الإرواء، وتترافق مع صداع وارتفاع ضغط الدم عقب الجراحة.
تشمل الاختلاطات طويلة الأمد عودة التضيق في موضع استئصال باطنة الشريان، على الرغم من أن الأهمية السريرية لهذا الأمر محل جدل لدى المرضى اللاعرضيين.

## مضادات الاستطباب
يجب تجنب الإجراء في الحالات التالية:
- انسداد الشريان السباتي الباطن التام.
- وجود سوابق سكتة دماغية نصفية تامة في الجانب الموافق وعجز عصبي شديد في كامل المنطقة الوعائية الدماغية (أكبر من 15 على مقياس السكتة الخاص بالمنظمة الوطنية للصحة)، لعدم تواجد نسيج دماغي إضافي معرض لخطر الأذية بالسكتة.
- الأشخاص غير المؤهلين للجراحة وفقًا لرأي الجراح أو طبيب التخدير بسبب المراضات المشتركة.

تشمل عوامل الخطورة العالية لاستئصال باطنة الشريان السباتي التالي:
- العمر أكبر أو يساوي 80 عامًا.
- قصور القلب الاحتقاني من الدرجتين الثالثة أو الرابعة.
- الذبحة الصدرية من الدرجتين الثالثة والرابعة.
- داء الشريان التاجي الرئيسي الأيمن أو متعدد الأوعية.
- الحاجة إلى جراحة القلب المفتوح خلال 30 يومًا.
- الكسر القذفي للبطين الأيمن أقل أو يساوي 30%.
- نوبة قلبية حديثة (منذ 30 يومًا أو أقل).
- مرض رئوي شديد أو داء الانسداد الرئوي المزمن.
- مرض كلوي شديد.
- آفة رقبية علوية (الرقبية الثانية) أو داخل صدرية.
- انسداد الشريان السباتي في الطرف المقابل.
- سوابق استئصال باطنة الشريان السباتي في الجانب الموافق.
- أذية العصب الحنجري في الجهة المقابلة.
- الفغر الرغامي.

تعد دعامة الشريان السباتي بديلًا لاستئصال باطنة الشريان السباتي في الحالات التي يعتبر استئصال الشريان السباتي فيها عالي الخطورة.